# Oliverio Álvarez González
Oliverio Jesús Álvarez Gonzalez, més conegut com a Oli (Oviedo, Astúries, 2 d'abril de 1972) és un futbolista asturià ja retirat, i posteriorment entrenador de futbol.

## Trajectòria

### Com a jugador
Oli va començar la seva carrera com futbolista en l'equip Universidad de Oviedo. El que era entrenador del Reial Oviedo, Radomir Antić, va demanar el seu fitxatge. Després d'una temporada amb el segon equip, sent convocat sovint amb el primer, l'any 1994 va aconseguir ascendir al primer equip de forma definitiva.
Aviat va començar a destacar i la seva millor temporada li va venir en el 1997, quan va marcar 20 gols en lliga. El va fitxar el Reial Betis, on va estar tres temporades, dues d'elles en la UEFA, però sense aconseguir fer-se un lloc en l'equip, en part a causa de la presència d'Alfonso Pérez Muñoz. Després del descens a Segona Divisió del Betis, en el 2000, va tornar al Reial Oviedo marcant 15 gols en lliga eixe any i baixant a Segona en finalitzar la temporada.
Després de dos anys jugant en categoria d'argent, després de descendir esportivament a Segona B, va decidir, com capità de l'equip, juntament amb la resta de jugadors, no acceptar l'aval que la directiva asturiana els va proposar perquè retiressin la seva denúncia per la suspensió de sous que l'equip s'havia vist obligat a instaurar a causa d'una gran crisi economica. A causa de l'actitud d'Oli, i de la resta de jugadors del Real Oviedo d'aquella temporada, l'equip va descendir administrativament a Tercera Divisió, sent aquesta la primera vegada que el club militava en aquesta categoria.
Després de la seva sortida del club ovetenc, va decidir fitxar pel Cadis CF. Ha estat tres anys jugant en el club gadità, amb el qual va aconseguir un ascens a Primera divisió.

### Com a entrenador
Després de penjar les botes, va afrontar una nova etapa com a entrenador al capdavant del Cadis CF per a la temporada 2006/07. No obstant això, poc després, el 5 de novembre de 2006, va ser destituït després de la derrota el dia anterior del seu equip contra l'Sporting de Gijón 5-4.
Al setembre de 2007 aterra en la UD Marbella de Segona B amb l'objectiu de salvar a l'equip, cuer de grup després de quatre jornades de lliga.

## Selecció espanyola
Va ser internacional amb la selecció espanyola en dues ocasions, marcant un gol. El seu debut es va produir a Bratislava, el 24 de setembre de 1997, en un partit contra Eslovàquia.

## Clubs

### Com a jugador
| Club         | Any       |
| ------------ | --------- |
| Reial Oviedo | 1992/1997 |
| Reial Betis  | 1997/2000 |
| Reial Oviedo | 2000/2003 |
| Cadis CF     | 2003/2006 |

### Com a entrenador
| Club                  | Any  |
| --------------------- | ---- |
| Cadis CF              | 2006 |
| UD Marbella           | 2007 |
| Real Betis Balompié B | 2009 |